# Aglaophenia
Aglaophenia Lamouroux, 1812 è un genere della classe degli Idrozoi (Cnidari) che comprende animali coloniali a forma di polipo.

## Descrizione
Gli idroidi appartenenti al genere Aglaophenia sono organizzati in colonie rette monopodiali a crescita distale, unite da una spessa idroriza. Formano colonie a forma di “piuma” di dimensioni variabili, ma nell'ordine di pochi centimetri. Ciascuna "piuma" è chiamata cormoide ed è formata da un idrocaule principale eretto che, in A. acacia, A. parvula, A. tubiformis, A. elongata, può ramificarsi. Dall'idrocaule di ciascuna piumetta originano una serie di idrocladi alternati e non ramificati che contengono un numero variabile di cormidi.

Ogni singolo individuo è rivestito da una teca solida costituita da Chitina con funzione di protezione.
È attualmente in fase di approfondimento l'associazione simbiotica che si instaura tra alcune specie di Aglaophenia con dei batteri luminosi Gram negativi riconducibili ai generi Vibrio e Photobacterium .

## Tassonomia
Gli idroidi del genere Aglaophenia sono stati classificati per la prima volta come un gruppo tassonomico separato probabilmente da Allman (1883) e sembra che non abbiano mai raggiunto il rango di famiglia fino a quando Broch (1910) non ha introdotto il nome Aglaopheniidae. Recentemente alcuni autori (Bouillon, 1985) hanno elevato il rango della sottofamiglia a famiglia.
Nella famiglia Aglaopheniidae, il genere Aglaophenia appare essere, dal punto di vista evolutivo, il più recente.

### Specie
- Aglaophenia acacia Allman, 1883
- Aglaophenia acanthocarpa Allman, 1876
- Aglaophenia alopecura Kirchenpauer, 1872
- Aglaophenia amoyensis Hargitt, 1927
- Aglaophenia attenuata Allman, 1883
- Aglaophenia bakeri Bale, 1919
- Aglaophenia bicornuta Nutting, 1900
- Aglaophenia billardi Bale, 1914
- Aglaophenia bilobidentata Stechow, 1908
- Aglaophenia brachiata (Lamarck, 1816)
- Aglaophenia calamus Allman, 1883
- Aglaophenia carinifera Bale, 1914
- Aglaophenia coarctata Allman, 1883
- Aglaophenia constricta Allman, 1877
- Aglaophenia ctenata (Totton, 1930)
- Aglaophenia cupressina Lamouroux, 1816
- Aglaophenia curvidens Fraser, 1937
- Aglaophenia dannevigi Bale, 1914
- Aglaophenia decumbens Bale, 1914
- Aglaophenia dichotoma Kirchenpauer, 1872
- Aglaophenia diegensis Torrey, 1904
- Aglaophenia difficilis Vervoort & Watson, 2003
- Aglaophenia digitulus Vervoort & Watson, 2003
- Aglaophenia dispar Fraser, 1948
- Aglaophenia divaricata (Busk, 1852)
- Aglaophenia diversidentata Fraser, 1948
- Aglaophenia dubia Nutting, 1900
- Aglaophenia elegans Lamouroux, 1816
- Aglaophenia elongata Meneghini, 1845
- Aglaophenia epizoica Fraser, 1948
- Aglaophenia fluxa Fraser, 1948
- Aglaophenia galatheae Kramp, 1956
- Aglaophenia harpago Schenck, 1965
- Aglaophenia holubi Leloup, 1934
- Aglaophenia hystrix Vervoort & Watson, 2003
- Aglaophenia inconspicua Torrey, 1902
- Aglaophenia indica Stechow, 1921
- Aglaophenia insignis Fewkes, 1881
- Aglaophenia integriseptata Fraser, 1948
- Aglaophenia kirchenpaueri (Heller, 1868)
- Aglaophenia latecarinata Allman, 1877
- Aglaophenia lateseptata Fraser, 1948
- Aglaophenia latirostris Nutting, 1900
- Aglaophenia laxa Allman, 1876
- Aglaophenia longicarpa Fraser, 1938
- Aglaophenia lophocarpa Allman, 1877
- Aglaophenia meganema Fraser, 1937
- Aglaophenia octocarpa Nutting, 1900
- Aglaophenia octodonta Heller, 1868
- Aglaophenia parvula Bale, 1882
- Aglaophenia phyllocarpa Bale, 1888
- Aglaophenia picardi Svoboda, 1979
- Aglaophenia pinguis Fraser, 1938
- Aglaophenia pluma (Linnaeus, 1758)
- Aglaophenia plumosa Bale, 1882
- Aglaophenia postdentata Billard, 1913
- Aglaophenia praecisa Fraser, 1938
- Aglaophenia prominens Fraser, 1938
- Aglaophenia propingua Fraser, 1938
- Aglaophenia pseudoplumosa Watson, 1997
- Aglaophenia pusilla Kirchenpauer, 1872
- Aglaophenia recherchia Watson, 2005
- Aglaophenia rhynchocarpa Allman, 1877
- Aglaophenia robusta Fewkes, 1881
- Aglaophenia septata Ritchie, 1909
- Aglaophenia sibogae Billard, 1913
- Aglaophenia simplex (d'Orbigny, 1842)
- Aglaophenia sinuosa Bale, 1888
- Aglaophenia struthionides (Murray, 1860)
- Aglaophenia subspiralis Vervoort & Watson, 2003
- Aglaophenia suensonii Jäderholm, 1896
- Aglaophenia svobodai Ansin Agis, Ramil & Vervoort, 2001
- Aglaophenia tasmanica Bale, 1914
- Aglaophenia transitionis Fraser, 1943
- Aglaophenia tricuspis McCrady, 1859
- Aglaophenia trifida Agassiz, 1862
- Aglaophenia triplex Fraser, 1948
- Aglaophenia triramosa Nutting, 1927
- Aglaophenia tubiformis Marktanner-Turneretscher, 1890
- Aglaophenia tubulifera (Hincks, 1861)
- Aglaophenia venusta Fraser, 1948
- Aglaophenia whiteleggei Bale, 1888

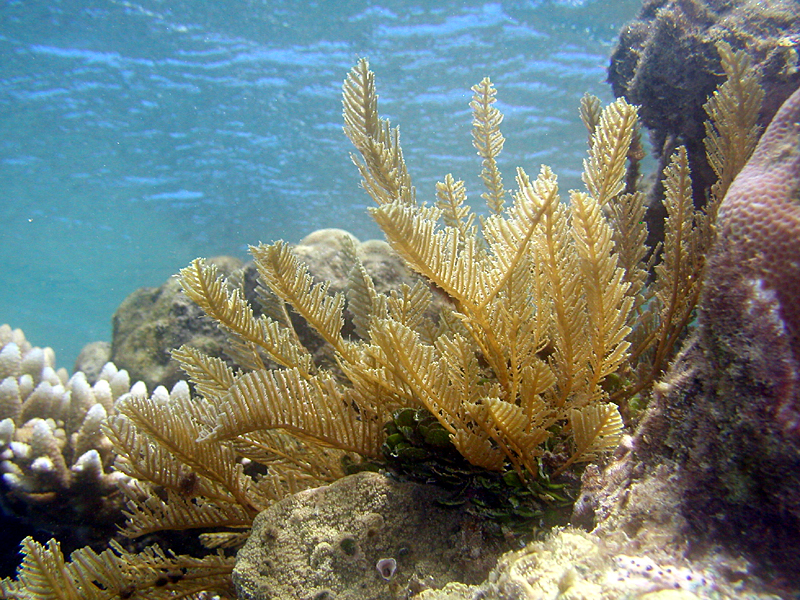
Aglaophenia cupressina
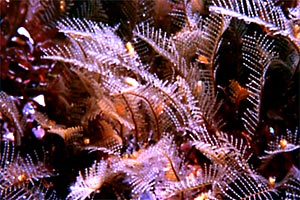
Aglaophenia pluma
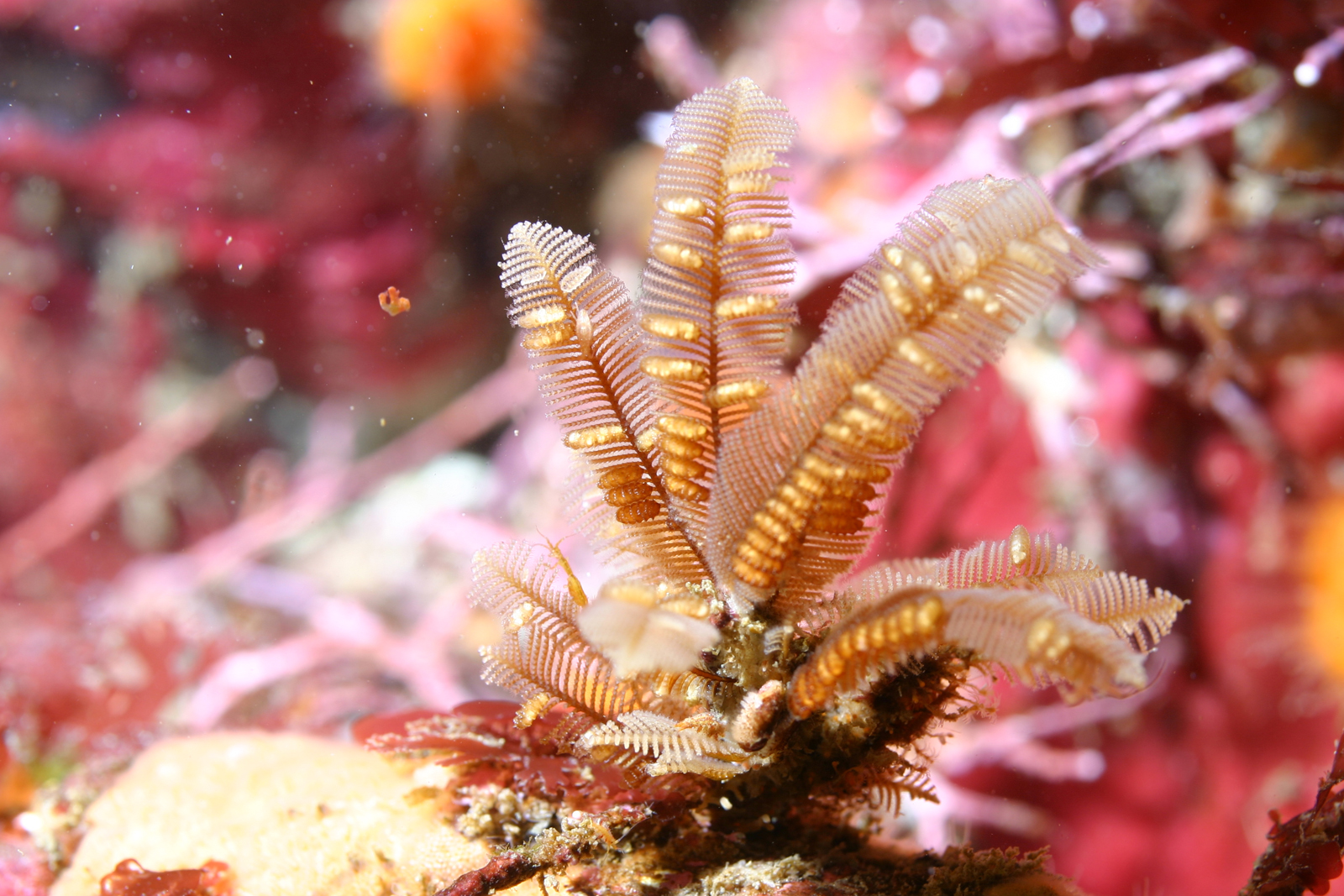
Aglaophenia struthionides
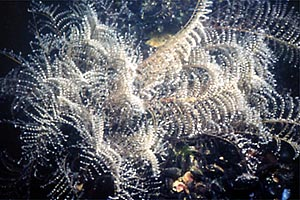
Aglaophenia septifera
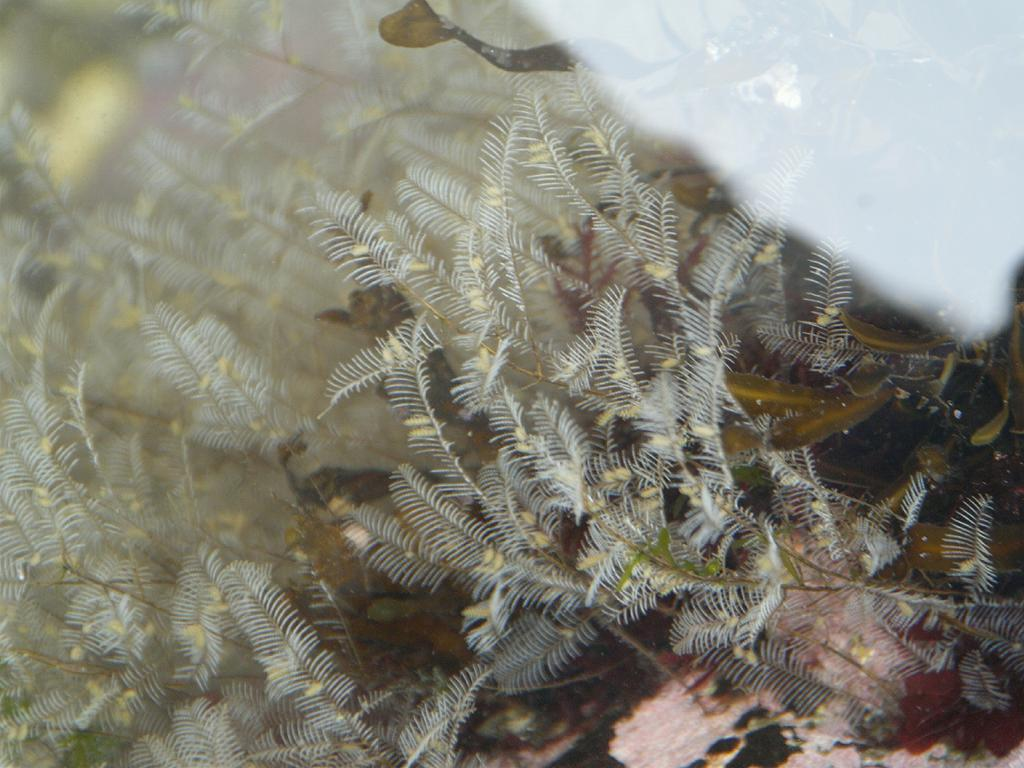
Aglaophenia whiteleggei